# Diecezja Bathurst
Diecezja Bathurst (łac. Diœcesis Bathurstensis) – diecezja Kościoła rzymskokatolickiego należąca do metropolii Sydney i położona na terenie stanu Nowa Południowa Walia. Powstała w 1865 roku, obecne granice utrzymuje od 1976 roku.

## Główne świątynie
- Katedra: Katedra św. Michała i św. Jerzego w Bathurst

## Biskupi diecezjalni
- Matthew Quinn (1865–1885)
- Joseph Patrick Byrne (1885–1901)
- John Mary Dunne (1901–1919)
- Michael O’Farrell CM (1920–1928)
- John Francis Norton (1928–1963)
- Albert Reuben Edward Thomas (1963–1983)
- Patrick Dougherty (1983–2008)
- Michael McKenna (od 2009)